# Victor Iturriza
Victor Iturriza (født 22. maj 1990) er en portugisisk håndboldspiller.
Han repræsenterede Portugal under Sommer-OL 2020 i Tokyo, hvor håndboldlandsholdet blev slået ud i gruppespillet.
I 2025 var han en del af det portugisiske hold, der nåede semifinalerne i verdensmesterskabet for første gang i historien. De tabte semifinalerne til Danmark og tredjepladsen til Frankrig.